# Eduardo Mesa
Eduardo Mesa Rabi (ur. 11 listopada 1990) – kubański zapaśnik w stylu wolnym. Złoto mistrzostw panamerykańskich w 2011. Triumfator igrzysk Ameryki Środkowej i Karaibów w 2014. Siódmy w Pucharze Świata w 2015 i jedenasty w 2011 roku.